# Bahnhof Shimada
Der Bahnhof Shimada (jap. 島田駅, Shimada-eki) ist ein Bahnhof auf der japanischen Insel Honshū, betrieben von der Bahngesellschaft JR Central. Er befindet sich in der Präfektur Shizuoka auf dem Gebiet der Stadt Shimada.

## Beschreibung

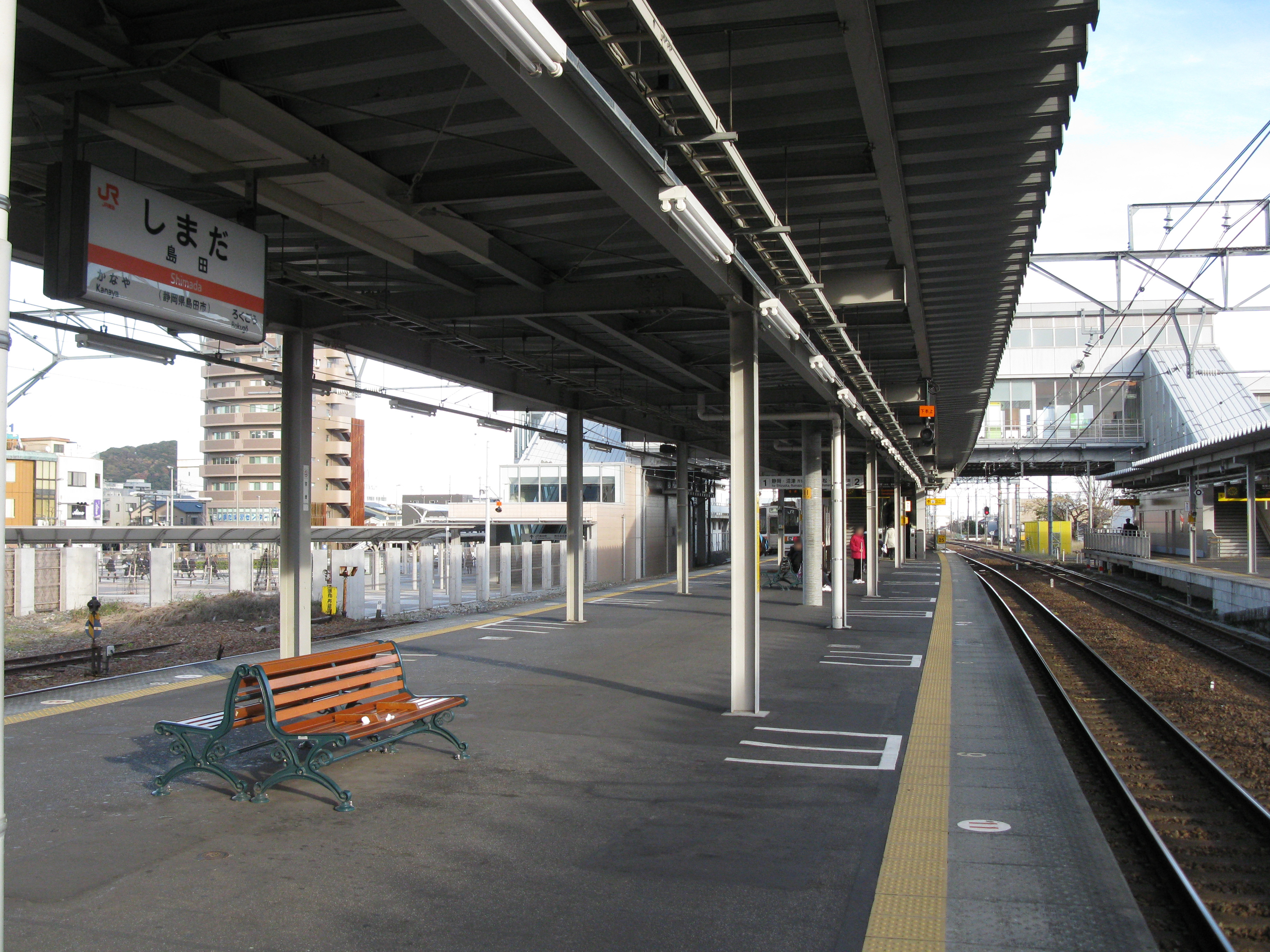
Mittelbahnsteig

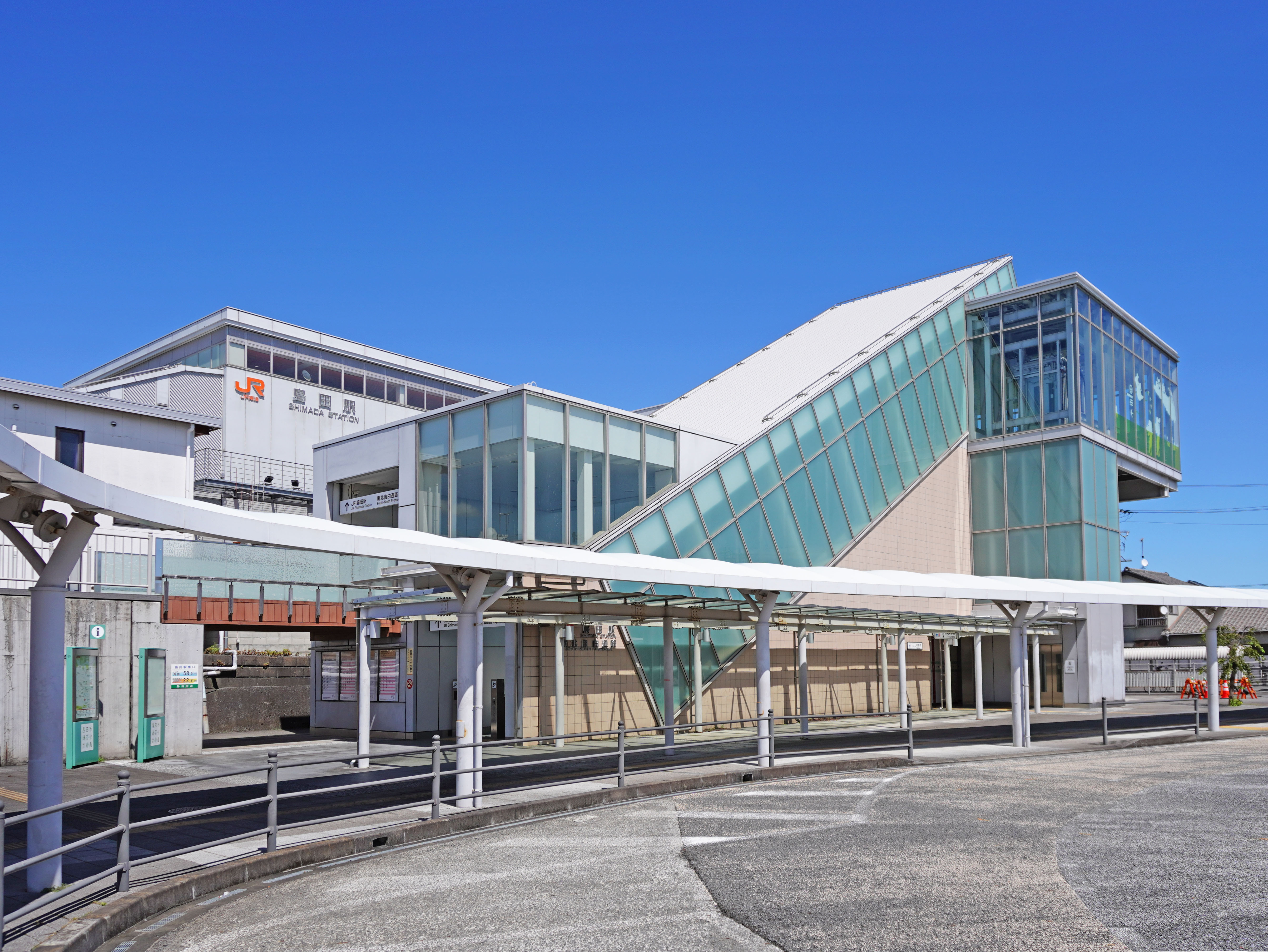
Südausgang (September 2022)

Shimada ist ein Zwischenbahnhof und früherer Anschlussbahnhof an der von JR Central betriebenen Tōkaidō-Hauptlinie, einer der bedeutendsten Bahnstrecken Japans. Regionalzüge verkehren, abhängig von Streckenabschnitt und Tageszeit, drei- bis sechsmal pro Stunde zwischen Atami und Toyohashi. Während der Verkehrsspitzen verkehren zwischen Numazu und Hamamatsu zusätzliche Home Liner (ホームライナー), Eilzüge mit reservierten Sitzplätzen.
Der Bahnhof steht im Stadtteil Hinode-chō, südlich des Stadtzentrums. Die Anlage ist von Osten nach Westen ausgerichtet und besitzt vier Gleise, von denen drei dem Personenverkehr dienen. Diese liegen an einem Mittelbahnsteig und an einem Seitenbahnsteig (beide überdacht). Das Empfangsgebäude besitzt die Form eines Reiterbahnhofs, der beide Bahnsteige überspannt. Daran angrenzend stellt eine breite, überdachte Fußgängerbrücke eine durchgehende Verbindung über die gesamte Anlage her. An der Südseite befindet sich eine Abstellanlage mit vier Gleisen. Der viergleisige Güterbahnhof an der Nordwestseite dient zum Umschlagen von Wagenladungsverkehr.
Auf dem nördlichen Bahnhofsvorplatz steht ein Busterminal, von dem aus mehrere Stadtbuslinien und Linien des Unternehmens Shizutetsu Justline verkehren. Vom Südeingang aus fährt ein Zubringerbus zum Flughafen Shizuoka. Im Jahr 2016 zählte der Bahnhof täglich durchschnittlich 5595 Fahrgäste.

## Geschichte
Die staatliche Eisenbahnverwaltung eröffnete den Bahnhof am 16. April 1889, zusammen mit dem Abschnitt Shizuoka–Hamamatsu der Tōkaidō-Hauptlinie. Am 13. April 1898 nahm das lokale Unternehmen Shimada Kidō eine Güterbahnstrecke in Betrieb. Diese 2,9 km lange handbetriebene Bahn diente zum Transport von Holz von einer Anlegestelle am Fluss Ōi zum Bahnhof, wo es auf Güterwagen verladen wurde. Die Shimada-Bahn wurde am 30. September 1959 stillgelegt und existierte somit länger als alle anderen Bahnen dieses Typs in ganz Japan.
Aus Kostengründen reduzierte die Japanische Staatsbahn am 16. Januar 1984 den einst regen Verkehr im Güterbahnhof drastisch und beschränkte ihn fortan auf sporadischen Wagenladungsverkehr für die örtlichen Industriebetriebe. Am 14. März 1985 stellte sie die Gepäckaufgabe ein. Im Rahmen der Staatsbahnprivatisierung ging der Bahnhof am 1. April 1987 in den Besitz der neuen Gesellschaft JR Central über. Im Februar 2008 konnte das neue Empfangsgebäude nach knapp zweijähriger Bauzeit eröffnet werden.